# Heteroleuca subfalcata
Heteroleuca subfalcata là một loài bướm đêm trong họ Geometridae.